# Portela (Barro)
Portela (llamada oficialmente San Mamede de Portela) es una parroquia del municipio español de Barro, en la provincia de Pontevedra, Galicia.

## Toponimia
La parroquia también es conocida por los nombres de San Mamed de Portela, San Mamed P. de Portela, San Mamede da Portela y San Mamede P. de Portela.

## Historia
Hacia mediados del siglo XIX, el lugar, por entonces referido como una feligresía, tenía contabilizada una población de 500 habitantes. Aparece descrito en el decimotercer volumen del Diccionario geográfico-estadístico-histórico de España y sus posesiones de Ultramar de Pascual Madoz con las siguientes palabras:

PORTELA (San Mamed): felig. en la prov. de Pontevedra (1 1/2 leg.) part. jud. de Caldas de Reyes (1 1/4) dióc. de Santiago (6 1/2), ayunt. de Barro (1/4): sit. en terreno muy quebrado; reinan principalmente los aires del N. y S.; el clima es sano. Tiene 105 casas en las ald. de San Amaro, Aspera, Breadoiro, Cancela, Lombo de Maceira, Piñera, Porriña, Parada, y Vilaverde. La igl. parr. (S. Mamed) está servida por un cura de primer ascenso, y patronato lego. Tambien hay una ermita dedicada á San Mauro, en el l. del mismo nombre. Confina el térm. N. Agudelo; E. camino que va á Pontevedra; S. Cerponzones, y O. Curro. El terreno es de buena calidad, y tiene montes donde se cria leña de tojo; hay un riach., y muchas fuentes de buenas aguas que sirven para beber, y otros usos. Los caminos locales son malos; y el real que vá á Pontevedra necesita repararse; el correo se recibe de Pohtevedra. prod: maíz, algun lino, y centeno, y pocas frutas; hay ganado vacuno, y caza de perdices, y conejos. pobl: 104 vec  500 alm. contr. con su ayunt. (V.).
(Madoz, 1849, pp. 160-161)

## Organización territorial
La parroquia está formada por doce entidades de población, constando seis de ellas en el nomenclátor del Instituto Nacional de Estadística español:
- A Áspera
- A Costa
- A Laxe
- Briadoiro
- Cancela (A Cancela)
- Estación de Portela
- Mosqueiros
- Parada
- Piñeiro
- Porriña (A Porriña)
- San Mauro (San Amaro)
- Vilaverde

## Demografía
| Gráfica de evolución demográfica de Portela entre 2000 y 2023 |
|                                                               |
| Datos según el nomenclátor publicado por el INE.              |

## Patrimonio
- [Iglesia de San Mamed (Portela)|Iglesia de San Mamed]].[10]